# Нечаїха (Ніколо-Погостинська сільрада)
Нечаїха (рос. Нечаиха) — присілок в Городецькому районі Нижньогородської області Російської Федерації.
Населення становить 13 осіб. Входить до складу муніципального утворення Ніколо-Погостинська сільрада.

## Історія
Від 2009 року входить до складу муніципального утворення Ніколо-Погостинська сільрада.

## Населення
| 2002 | 2010 |
| ---- | ---- |
| 4    | ↗13  |